# Isens
Isens ist als Bauerschaft ein Ortsteil von Burhave in der Gemeinde Butjadingen im Landkreis Wesermarsch.

## Geschichte
Isens ist ein Wurtendorf. Die erste Erwähnung war 1315 als „Isindse“. Im 19./20. Jahrhundert gehörte zur Bauerschaft Isens, Cöln, Harmhusen, Isenserwisch, Groß- und Klein-Schrappschöttelei. Um 1800 bestand in Isens eine Schule, die jedoch bald zur Schule in Sillens zugelegt wurde.

## Demographie
| Jahr | Einwohner |
| ---- | --------- |
| 1672 | 121       |
| 1675 | 120       |
| 1783 | 124       |
| 1815 | 144       |
| 1855 | 135       |
| 1895 | 127       |
| 1925 | 92        |
| 1950 | 143       |
| 1961 | 85        |
| 1970 | 64        |